# Crookston (Nebraska)
Crookston es una villa ubicada en el condado de Cherry en el estado estadounidense de Nebraska. En el Censo de 2010 tenía una población de 69 habitantes y una densidad poblacional de 61,24 personas por km².

## Geografía
Crookston se encuentra ubicada en las coordenadas 42°55′35″N 100°45′12″O / 42.92639, -100.75333. Según la Oficina del Censo de los Estados Unidos, Crookston tiene una superficie total de 1.13 km², de la cual 1.13 km² corresponden a tierra firme y (0%) 0 km² es agua.

## Demografía
Según el censo de 2010, había 69 personas residiendo en Crookston. La densidad de población era de 61,24 hab./km². De los 69 habitantes, Crookston estaba compuesto por el 89.86% blancos, el 0% eran afroamericanos, el 2.9% eran amerindios, el 0% eran asiáticos, el 1.45% eran isleños del Pacífico, el 0% eran de otras razas y el 5.8% pertenecían a dos o más razas. Del total de la población el 0% eran hispanos o latinos de cualquier raza.